# Тумако
Сан-Андрес-де-Тумако (исп. San Andrés de Tumaco), более известный как просто Тумако (исп. Tumaco) — город и муниципалитет в Колумбии в составе департамента Нариньо, порт на берегу Тихого океана. Он расположен невдалеке от границы с Эквадором и населён по большей части афроколумбийцами. Тумако также неофициально называют «Жемчужиной Тихого океана» из-за прекрасных пляжей в его окрестностях.
В 2009 году колумбийский кинорежиссёр Самуэль Кордова снял документальный фильм о городе «Tumaco Pacífico», представленный и оценённый на ряде фестивалей документального кино.
Также город известен как родина ряда известных футболистов, среди них и Виллингтон Ортис.

## Географическое положение

Муниципалитет Тумако

Город расположен в департаменте Нариньо. Абсолютная высота — 2 метра над уровнем моря.

Площадь муниципалитета составляет 3 760 км².

## Население
По данным Национального административного департамента статистики Колумбии, совокупная численность населения города и муниципалитета в 2012 году составляла 187 084 человека.
Динамика численности населения города по годам:
| 2005    | 2006    | 2007    | 2008    | 2009    | 2010    | 2011    | 2012    |
| ------- | ------- | ------- | ------- | ------- | ------- | ------- | ------- |
| 160 034 | 163 874 | 167 545 | 171 281 | 175 093 | 179 005 | 183 006 | 187 084 |

Согласно данным переписи 2005 года мужчины составляли 49,9 % от населения города, женщины — соответственно 50,1 %. В расовом отношении белые и метисы составляли 6,0 % от населения города; негры — 89,0 %; индейцы — 5,0 %..
Уровень грамотности среди населения старше 5 лет составлял 76,9 %.